# Piro Milkani
Piro Milkani   (Drenovë, 9 de desembre de 1939 - Tirana, 24 de maig de 2025) va ser un director, guionista, actor, pintor, productor, professor, organitzador de festivals i presentador de televisió albanès. També va tenir una carrera en diplomàcia durant uns anys. Va completar els seus estudis secundaris a Korça, després a Praga a la secció de Cinema de l'Acadèmia de Belles Arts.

## Filmografia
- 1967 Ngadhnjim mbi vdekjen amb Gëzim Erebara
- 1969 Përse bie kjo daulle
- 1971 Kur zbardhi një ditë
- 1974 Shtigje lufte
- 1975 Çifti i lumtur
- 1976 Zonja nga qyteti
- 1977 Shembja e idhujve
- 1979 Ballë për ballë amb Kujtim Çashku
- 1981 Në kufi të dy legjendave
- 1982 Besa e kuqe
- 1983 Fraktura
- 1984 Militanti
- 1985 Në prag të jetës
- 1988 Pranvera s'erdhi vetëm
- 1990 Ngjyrat e moshës
- 2008 Trishtimi i zonjës Shnajder amb Eno Milkani